# Calliopaea bellula
Calliopaea bellula is een slakkensoort uit de familie van de Limapontiidae. De wetenschappelijke naam van de soort is voor het eerst geldig gepubliceerd in 1837 door d'Orbigny.